# 니트릴 고무

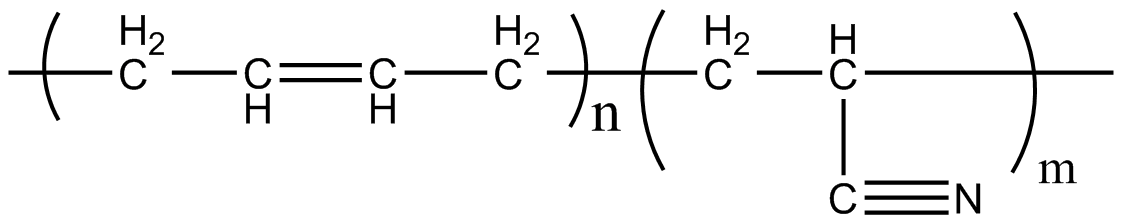

니트릴 고무(Nitrile-butadiene rubber, NBR)는 아크릴로니트릴과 부타디엔을 저온 유화중합법으로 만든 합성고무 물질이다.
NBR은 완충작용과 복원력이 뛰어나며 내유성이 우수하여 연료호스, 신발 밑창, 자동차 부품 등에 사용되며, PVC와의 상용성이 우수하여 PVC 개질제로도 사용되고있다.

## 같이 보기
- TPE